# Förstakammarvalet i Sverige 1921
Förstakammarvalet i Sverige 1921 var det första val i Sverige där kvinnor fick bli invalda in i Sveriges riksdags första kammare. Kerstin Hesselgren blev första kvinnan i första kammaren, invald för Liberala samlingspartiet. Valet hölls i samtliga valkretsar i september månad 1921. Ledamöterna till första kammaren utsågs av 1 310 valmän (1 083 landstingsmän och 227 elektorer) från landstingen och stadsfullmäktige i landet.
Val hölls i hela riket på grund av nya ändringar. De tidigare sexåriga mandatperioderna ersattes av åttaåriga mandatperioder. Sverige delades in i 19 valkretsar som var indelade i 8 grupper. En valkretsgrupp skulle välja varje år.
Förstakammarvalet 1921 räknades som det första valåret för den första valkretsgruppen som bestod av Stockholms stads valkrets och Älvsborgs läns valkrets. Den andra valkretsgruppen höll sitt val 1922, den tredje valkretsgruppen höll sitt val 1923, och så vidare.

## Valresultat
| Parti                | Parti                                     | Partiledare                | Röster | Röster | Mandatfördelning | Mandatfördelning |
| Parti                | Parti                                     | Partiledare                | Antal  | +−     | Antal            | +−               |
| -------------------- | ----------------------------------------- | -------------------------- | ------ | ------ | ---------------- | ---------------- |
|                      | Sveriges socialdemokratiska arbetareparti | Hjalmar Branting           | 433    |        | 50               | ▲1               |
|                      | Allmänna valmansförbundet                 | Arvid Lindman              | 346    |        | 41               | ▲4               |
|                      | Frisinnade landsföreningen                | Raoul Hamilton             | 305    |        | 38               | ▼3               |
|                      | Bondeförbundet                            | Johan Andersson i Raklösen | 173    |        | 18               | ▼1               |
|                      | Sveriges socialdemokratiska vänsterparti  | Ivar Vennerström           | 53     |        | 2                | ▼2               |
|                      | Sveriges kommunistiska parti              | Karl Kilbom                | 53     |        | 1                | ▲1               |
| Antal giltiga röster | Antal giltiga röster                      | Antal giltiga röster       | 1 310  |        | 150              |                  |

- Socialdemokratiska vänsterpartiet och Kommunistiska partiets röstande var inräknade i samma grupp bestående av 53 Vänstersocialister och Kommunister röstande.
- Första gången kvinnor invaldes i Riksdagens Första kammaren: Kerstin Hesselgren för Frisinnade landsföreningen (samt Elisabeth Tamm, Nelly Thüring, Bertha Wellin, Agda Östlund i Andra kammaren)